# Cheilophyllum jamaicense
Cheilophyllum jamaicense là một loài thực vật có hoa trong họ Huyền sâm. Loài này được Pennell mô tả khoa học đầu tiên năm 1935.